# Ceratominthe
Ceratominthe é um género botânico pertencente à família Lamiaceae.

## Espécies
- Ceratominthe achalensis
- Ceratominthe kuntzeana
- Ceratominthe odora